# Pro Bowl
Pro Bowl je v profesionálním americkém fotbalu utkání hvězd National Football League (Národní fotbalové ligy, NFL). Od sloučení s konkurenční American Football League (AFL) v roce 1970 až do sezóny 2013, a poté opět od ročníku 2017 je jeho oficiální název AFC-NFC Pro Bowl, a utkávají se v něm nejlepší hráči American Football Conference (AFC, Americké fotbalové konference) a National Football Conference (NFC, Národní fotbalové konference). Mezi roky 2014 až 2016 NFL experimentovala s odlišným formátem, kdy dva týmy vedli nehrající kapitáni (oba museli být zvoleni do Síně slávy amerického fotbalu) a každý z nich si následně na přeskáčku vybíral hráče do svého týmu, bez konferenční příslušnosti. Na rozdíl od utkání hvězd v jiných sportech se Pro Bowl neodehrává uprostřed sezóny, ale na jejím konci, týden před Super Bowlem.
Pozorovatelé a komentátoři vyjádřili mnohokrát svůj nesouhlas s Pro Bowlem v jeho současném stavu. Dlouhodobě totiž toto utkání mívá nižší sledovanost než zápasy základní části NFL, byť v porovnání s all-stars zápasy dalších populárních sportů je na tom přibližně stejně. Nicméně největší snahou týmů je zamezit zranění svých hvězdných hráčů. Organizace Associated Press dokonce napsala, že hráči v utkání v roce 2012 se "bili jako při polštářové bitvě".
Mezi roky 1980 až 2016 se zápas odehrával na Aloha Stadium na Havaji. 1. července 2016 vedení NFL oznámilo, že na několik dalších let přesouvá Pro Bowl do floridského Orlanda jako součást snahy o zvýšení prestiže tohoto zápasu. Od sezóny 2017 se Pro Bowl rovněž vrací k formátu soupeření mezi AFC a NFC.

## Historie Pro Bowlu
První profesionální utkání hvězd se odehrálo 15. ledna 1938 v Los Angeles na stadionu Wrigley Field. Účastnili se ho také tři hráči Hollywood Stars a Los Angeles Bulldogs, kteří nebyli členy ligy. "NFL utkání hvězd" se pak hrálo v roce 1940 v Los Angeles, v roce 1941 v New Yorku a 1942 ve Philadelphii. Ačkoli byla utkání původně plánována jako každoroční soutěže, byla po roce 1942 přerušena, protože byla zavedena cestovní omezení během druhé světové války. Během prvních pěti All-Star Games se střetli vždy vítěz ligy a nejlepší hráči z ostatních týmů. První čtyři zápasy vyhráli šampioni ligy, pátý výběr hvězd.
Koncept se nezměnil až do června 1950, kdy byl zaveden nový pod jménem "Pro Bowl". Sponzorem se stala společnost Los Angeles Publishers Association. Bylo rozhodnuto, že se nově proti sobě postaví výběry hvězd dvou existujících divizí. To proto, aby nedocházelo k záměně s "Chicago College All-Star Game", kde proti sobě stanuli šampioni a výběr hvězd. Každý ze dvou týmů vedl trenér vedoucího celku té dané divize.
Prvních 21 zápasů v letech 1951-1972 se hrálo vždy v Los Angeles, poté se dějiště každý rok měnilo až do roku 1980. Od té doby do roku 2009 se utkání přestěhovalo na Aloha Stadium na Honolulu. V roce 2010 se utkání hrálo na Sun Life Stadium, domácím stánku Miami Dolphins, který ten rok hostil také Super Bowl. Bylo to vůbec poprvé, co se Pro Bowl konal před Super Bowlem, navíc s novým pravidlem, že se utkání nezúčastní hráči týmů, kteří nastoupí v Super Bowlu. Pro Bowly v letech 2011 a 2012 se vrátili zpátky na Havajské ostrovy, ale umístění týden před Super Bowlem zůstalo.
Vedení NFL vyjádřilo silné pochybnosti nad konáním dalších Pro Bowlů kvůli nízké kvalitě utkání roku 2012, nicméně kvůli prodaným právům se zápas v roce 2013 uskuteční.

## Výběr hráčů
Před rokem 1995 se výběru hráčů do Pro Bowlu účastnili pouze trenéři a hráči. V současnosti jsou voleni trenéry, hráči samotnými a fanoušky, přičemž každá skupina určuje třetinu startujících. Fanoušci hlasují online na oficiálních stránkách NFL. Jsou určeni také náhradníci pro případ, že by se startující hráč zranil.
Aby mohl být hráč považován za Pro Bowlera pro ten daný rok, musí být buď jedním z vybraných hráčů týmu, nebo musí přijmout pozici náhradníka; ti, kdo odmítnou, nejsou nazýváni Pro Bowlery. Být Pro Bowlerem je otázkou cti, protože tito hráči jsou považováni za elitu NFL.
Hlavními trenéry v Pro Bowlu jsou tradičně poražení trenéři z AFC a NFC Championship games (finále konferencí) té dané sezóny. Ročníky 2010 a 2011 přinesly nové pravidlo: z týmů, které prohrály v semifinále konference, se vybere hlavní trenér, jehož tým měl v základní části nejlepší poměr prohraných a vítězných zápasů. Pokud budou dva se stejnou bilancí, přednost dostane vyšší nasazený do play-off. To proto, aby trenéři měli více času na seznámení se všemi hráči, protože jeden týden od finále konference do Pro Bowlu se ukázal jako nedostatečný.

## Ocenění hráčů
Hráč utkání byl vyhlašován v letech 1951 - 1956. Mezi roky 1957 - 1971 byli ocenění Vynikající Back a Vynikající Lineman, v roce 1972 se toto změnilo na Vynikající ofenzívní hráč a Vynikající defenzivní hráč. V ročnících 1973 - 2007 byl vyhlašován pouze jeden Hráč utkání, i když třikrát tuto cenu dostalo více hráčů. Od utkání v roce 2008 je vyhlašován Nejužitečnější hráč utkání (MVP). Všichni hráči dostávají za zápas finanční kompenzaci, v roce 2011 do bylo 50 tisíc dolarů pro vítěze a poloviční částka pro poražené.

## Změny pravidel
- Ofenzíva se před snapem nesmí hýbat ani přesouvat
- Ofenzíva musí mít alespoň jednoho Tight enda ve všech formacích
- Ofenzíva nesmí mít tři hráče na jedné straně
- Intentional grounding je povolen
- Obrana musí vždy hrát v rozestavení 4-3
- Žádná těsná obrana s výjimkou prvních pěti yardů
- Žádný blitz
- Není povoleno běhat při puntech, field gólech a PAT
- Žádná challenge

## Dresy
Týmy jsou složené z hráčů různých týmů NFL, takže používání jejich vlastních dresů by bylo matoucí. Každý hráč má helmu svého týmu, ale konference NFC používá modro-bílou kombinaci uniformy, zatímco AFC červeno-bílou. Design uniforem se mění každé dva roky a spolu s ním rotují i bílé dresy, které jeden tým obléká. Tato tradice se udržuje od roku 1979. Původně to byl marketingový tah firmy Nike, ale později ho převzal i Reebok, který dodával dresy mezi léty 2002 - 2010.
Hráči v prvních Pro Bowlech mezi NFL Western a Eastern divizemi užívali v 50. a do poloviny 60. let stále stejné uniformy: východní divize využívala fialové dresy s bílými číslicemi a bílými nárameníky, bílé kalhoty, červené ponožky a červenou helmou. Západní divize užívala bílé dresy s modrými číslicemi, bílé kalhoty s modrými pruhy, modré ponožky i helmy. Paradoxně tak "hostující" Eastern divize používali tmavé, "domácí" dresy. Mezi roky 1967 - 1970 používali oba týmy zlaté helmy s logem NFL na stranách, ale hráči z Eastern divize měli červeno-bílo-červený pruh, zatímco Western divize modro-bílo-modrý. Ve skutečnosti si každý hráč do Los Angeles přivezl svou vlastní helmu, která pak byla přebarvena a vyzdobena podle potřeby. V prvních letech AFC-NFC Pro Bowlu hráči nenosili své vlastní helmy a barvy dresů byly dány trvale. Konference AFC používala červené helmy s bílým A na straně, bílé dresy a červené kalhoty, zatímco NFC bílé helmy s modrým N, modré dresy a bílé kalhoty.
Dva hráči, kteří jsou vybráni do Pro Bowlu a nosí stejné číslo, ho mohou v utkání použít. Ukázkovým příkladem je Pro Bowl 2008, kdy několik hráčů Washingtonu Redskins použilo stejné číslo 21. Šlo o Chrise Samuelse, Chrise Cooleyho a Ethana Albrighta, kteří toto číslo normálně nenosí, ale v tomto případě ho použili jako vzpomínku na zavražděného spoluhráče Seana Taylora.

## Výsledky utkání

### NFL All-Star Games (1939 - 42)
V těchto zápasech nebyli vyhlašováni nejužitečnější hráči
| Ročník | Datum             | Skóre                                   | Stadion                      | Počet diváků | Hlavní trenéři                                                                      |
| ------ | ----------------- | --------------------------------------- | ---------------------------- | ------------ | ----------------------------------------------------------------------------------- |
| 1938   | 15. ledna 1939    | New York Giants 13:10 Pro All-Stars     | Wrigley Field, Los Angeles   | 20,000       | AS: Ray Flaherty, Washington Redskins a Gus Henderson, Detroit Lions NY: Steve Owen |
| 1939   | 14. ledna 1940    | Green Bay Packers 16:7 NFL All-Stars    | Gilmore Stadium, Los Angeles | 18,000       | AS: Steve Owen, New York Giants GB: Curly Lambeau                                   |
| 1940   | 29. prosince 1940 | Chicago Bears 28:14 NFL All-Stars       | Gilmore Stadium, Los Angeles | 21,624       | AS: Ray Flaherty, Washington Redskins CB: George Halas                              |
| 1941   | 4. ledna 1942     | Chicago Bears 35:24 NFL All-Stars       | Polo Grounds, New York City  | 17,725       | AS: Steve Owen, New York Giants CB: George Halas                                    |
| 1942   | 27. prosince 1942 | NFL All-Stars 17:14 Washington Redskins | Shibe Park, Philadelphia     | 18,671       | AS: Hunk Anderson, Chicago Bears WR: Ray Flaherty                                   |

- 1943-50-žádné zápasy

### NFL Pro Bowly (1951 - 70)
| Ročník | Datum          | Skóre                                         | Celková bilance | Nejužitečnější hráč                                                                | Stadion                       | Počet diváků | Hlavní trenéři                                                              |
| ------ | -------------- | --------------------------------------------- | --------------- | ---------------------------------------------------------------------------------- | ----------------------------- | ------------ | --------------------------------------------------------------------------- |
| 1950   | 14. ledna 1951 | American Conference 28:27 National Conference | AC 1-0          | Otto Graham, Cleveland Browns, Quarterback                                         | Los Angeles Memorial Coliseum | 53,676       | AC: Paul Brown, Cleveland Browns NC: Joe Stydahar, Los Angeles Rams         |
| 1951   | 12. ledna 1952 | National Conference 30:13 American Conference | 1-1             | Dan Towler, Los Angeles Rams, Running back                                         | Los Angeles Memorial Coliseum | 19,400       | AC: Paul Brown, Cleveland Browns NC: Joe Stydahar, Los Angeles Rams         |
| 1952   | 10. ledna 1953 | National Conference 27:7 American Conference  | NC 2-1          | Don Doll, Detroit Lions, Defensive back                                            | Los Angeles Memorial Coliseum | 34,208       | AC: Paul Brown, Cleveland Browns NC: Buddy Parker, Detroit Lions            |
| 1953+  | 17. ledna 1954 | East 20:9 West                                | 2-2             | Chuck Bednarik, Philadelphia Eagles, Linebacker                                    | Los Angeles Memorial Coliseum | 44,214       | EC: Paul Brown, Cleveland Browns WC: Buddy Parker, Detroit Lions            |
| 1954   | 16. ledna 1955 | West 26:19 East                               | West 3-2        | Billy Wilson, San Francisco 49ers, Wide receiver                                   | Los Angeles Memorial Coliseum | 43,972       | EC: Jim Trimble, Philadelphia Eagles WC: Buck Shaw, San Francisco 49ers     |
| 1955   | 15. ledna 1956 | East 31:30 West                               | 3-3             | Ollie Matson, Chicago Cardinals, Running back                                      | Los Angeles Memorial Coliseum | 37,867       | EC: Joe Kuharich, Washington Redskins WC: Sid Gillman, Los Angeles Rams     |
| 1956   | 13. ledna 1957 | West 19:10 East                               | West 4-3        | Back: Bert Rechichar, Baltimore Colts Lineman: Ernie Stautner, Pittsburgh Steelers | Los Angeles Memorial Coliseum | 44,177       | EC: Jim Lee Howell, New York Giants WC: Paddy Driscoll, Chicago Bears       |
| 1957   | 12. ledna 1958 | West 26:7 East                                | 5-3             | Back: Hugh McElhenny, San Francisco 49ers Lineman: Gene Brito, Washington Redskins | Los Angeles Memorial Coliseum | 66,634       | EC: Buddy Parker, Pittsburgh Steelers WC: George Wilson, Detroit Lions      |
| 1958   | 11. ledna 1959 | East 28:21 West                               | 5-4             | Back: Frank Gifford, New York Giants Lineman: Doug Atkins, Chicago Bears           | Los Angeles Memorial Coliseum | 72,250       | EC: Jim Lee Howell, New York Giants WC: Weeb Ewbank, Baltimore Colts        |
| 1959   | 17. ledna 1960 | West 38:21 East                               | 6-4             | Back: Johnny Unitas, Baltimore Colts Lineman: Eugene Lipscomb, Pittsburgh Steelers | Los Angeles Memorial Coliseum | 56,876       | EC: Buck Shaw, Philadelphia Eagles WC: Red Hickey, San Francisco 49ers      |
| 1960   | 15. ledna 1961 | West 35:31 East                               | 7-4             | Back: Johnny Unitas, Baltimore Colts Lineman: Sam Huff, New York Giants            | Los Angeles Memorial Coliseum | 62,971       | EC: Buck Shaw, Philadelphia Eagles WC: Vince Lombardi, Green Bay Packers    |
| 1961   | 14. ledna 1962 | West 31:30 East                               | 8-4             | Back: Jim Brown, Cleveland Browns Lineman: Henry Jordan, Green Bay Packers         | Los Angeles Memorial Coliseum | 57,409       | EC: Allie Sherman, New York Giants WC: Norm Van Brocklin, Minnesota Vikings |
| 1962   | 13. ledna 1963 | East 30:20 West                               | 8-5             | Back: Jim Brown, Cleveland Browns Lineman: Eugene Lipscomb, Pittsburgh Steelers    | Los Angeles Memorial Coliseum | 61,374       | EC: Allie Sherman, New York Giants WC: Vince Lombardi, Green Bay            |
| 1963   | 12. ledna 1964 | West 31:17 East                               | 9-5             | Back: Johnny Unitas, Baltimore Colts Lineman: Gino Marchetti, Baltimore Colts      | Los Angeles Memorial Coliseum | 67,242       | EC: Allie Sherman, New York Giants WC: George Halas, Chicago Bears          |
| 1964   | 10. ledna 1965 | West 34:14 East                               | 10-5            | Back: Fran Tarkenton, Minnesota Vikings Lineman: Terry Barr, Detroit Lions         | Los Angeles Memorial Coliseum | 60,598       | EC: Blanton Collier, Cleveland Browns WC: Don Shula, Baltimore Colts        |
| 1965   | 15. ledna 1966 | East 36:7 West                                | 10-6            | Back: Jim Brown, Cleveland Browns Lineman: Dale Meinert, St. Louis Cardinals       | Los Angeles Memorial Coliseum | 60,124       | EC: Blanton Collier, Cleveland Browns WC: Vince Lombardi, Green Bay Packers |
| 1966   | 22. ledna 1967 | East 20:10 West                               | 10-7            | Back: Gale Sayers, Chicago Bears Lineman: Floyd Peters, Philadelphia Eagles        | Los Angeles Memorial Coliseum | 15,062       | EC: Tom Landry, Dallas Cowboys WC: George Allen, Los Angeles Rams           |
| 1967   | 21. ledna 1968 | West 38:20 East                               | 11-7            | Back: Gale Sayers, Chicago Bears Lineman: Dave Robinson, Green Bay Packers         | Los Angeles Memorial Coliseum | 53,289       | EC: Otto Graham, Washington Redskins WC: Don Shula, Baltimore Colts         |
| 1968   | 19. ledna 1969 | West 10:7 East                                | 12-7            | Back: Roman Gabriel, Los Angeles Rams Lineman: Merlin Olsen, Los Angeles Rams      | Los Angeles Memorial Coliseum | 32,050       | EC: Tom Landry, Dallas Cowboys WC: George Allen, Los Angeles Rams           |
| 1969   | 18. ledna 1970 | West 16:13 East                               | 13-7            | Back: Gale Sayers, Chicago Bears Lineman: George Andrie, Dallas Cowboys            | Los Angeles Memorial Coliseum | 57,786       | EC: Tom Fears, New Orleans Saints WC: Norm Van Brocklin, Atlanta Falcons    |

+ Konference přejmenovány na NFL Western a Eastern Conference

### AFC-NFC Pro Bowly (1971 - současnost)
| Ročník | Datum          | Skóre                        | Celková bilance | Nejužitečnější hráč                                                                               | Stadion                                                | Počet diváků | Hlavní trenéři                                                                         |
| ------ | -------------- | ---------------------------- | --------------- | ------------------------------------------------------------------------------------------------- | ------------------------------------------------------ | ------------ | -------------------------------------------------------------------------------------- |
| 1970   | 24. ledna 1971 | NFC 27: AFC                  | NFC 1-0         | Lineman: Fred Carr, Green Bay Packers Back: Mel Renfro, Dallas Cowboys                            | Los Angeles Memorial Coliseum                          | 48,222       | AFC: John Madden, Oakland Raiders NFC: Dick Nolan, San Francisco 49ers                 |
| 1971   | 23. ledna 1972 | AFC 26:13 NFC                | 1-1             | Obrana: Willie Lanier, Kansas City Chiefs Ofenzíva: Jan Stenerud, Kansas City Chiefs              | Los Angeles Memorial Coliseum                          | 53,647       | AFC: Don McCafferty, Baltimore Colts NFC: Dick Nolan, San Francisco 49ers              |
| 1972   | 21. ledna 1973 | AFC 33:28 NFC                | AFC 2-1         | O. J. Simpson, Buffalo Bills, Running back                                                        | Texas Stadium, Irving, Texas                           | 37,091       | AFC: Chuck Noll, Pittsburgh Steelers NFC: Tom Landry, Dallas Cowboys                   |
| 1973   | 20. ledna 1974 | AFC 15:13 NFC                | 3-1             | Garo Yepremian, Miami Dolphins, Placekicker                                                       | Arrowhead Stadium, Kansas City, Missouri               | 66,918       | AFC: John Madden, Oakland Raiders NFC: Tom Landry, Dallas Cowboys                      |
| 1974   | 20. ledna 1975 | NFC 17:0 AFC                 | 3-2             | James Harris, Los Angeles Rams, Quarterback                                                       | Miami Orange Bowl, Miami, Florida                      | 26,484       | AFC: John Madden, Oakland Raiders NFC: Chuck Knox, Los Angeles Rams                    |
| 1975   | 26. 1976       | NFC 23:20 AFC                | 3-3             | Billy Johnson, Houston Oilers, Kick returner                                                      | Louisiana Superdome, New Orleans, Louisiana            | 30,546       | AFC: John Madden, Oakland Raiders NFC: Chuck Knox, Los Angeles Rams                    |
| 1976   | 17. ledna 1977 | AFC 24:14 NFC                | AFC 4-3         | Mel Blount, Pittsburgh Steelers, Safety                                                           | The Kingdome, Seattle, Washington                      | 64,752       | AFC: Chuck Noll, Pittsburgh Steelers NFC: Chuck Knox, Los Angeles Rams                 |
| 1977   | 23. ledna 1978 | NFC 14:13 AFC                | 4-4             | Walter Payton, Chicago Bears, Running back                                                        | Tampa Stadium, Tampa, Florida                          | 51,337       | AFC: John Madden, Oakland Raiders NFC: Bud Grant, Minnesota Vikings                    |
| 1978   | 29. ledna 1979 | NFC 13:7 AFC                 | NFC 5-4         | Ahmad Rashad, Minnesota Vikings, Wide receiver                                                    | Los Angeles Memorial Coliseum, Los Angeles, California | 46,281       | AFC: Bum Phillips, Houston Oilers NFC: Ray Malavasi, Los Angeles Rams                  |
| 1979   | 27. ledna 1980 | NFC 37:27 AFC                | 6-4             | Chuck Muncie, New Orleans Saints, Running back                                                    | Aloha Stadium, Honolulu, Havaj                         | 49,800       | AFC: Bum Phillips, Houston Oilers NFC: John McKay, Tampa Bay Buccaneers                |
| 1980   | 1. února 1981  | NFC 21:7 AFC                 | 7-4             | Eddie Murray, Detroit Lions, Placekicker                                                          | Aloha Stadium, Honolulu, Havaj                         | 50,360       | AFC: Don Coryell, San Diego Chargers NFC: Tom Landry, Dallas Cowboys                   |
| 1981   | 31. ledna 1982 | AFC 16:13 NFC                | 7-5             | Lee Roy Selmon, Tampa Bay Buccaneers, Defensive end Kellen Winslow, San Diego Chargers, Tight end | Aloha Stadium, Honolulu, Havaj                         | 50,402       | AFC: Don Coryell, San Diego Chargers NFC: Tom Landry, Dallas Cowboys                   |
| 1982   | 6. února 1983  | NFC 20:19 AFC                | 8-5             | Dan Fouts, San Diego Chargers, Quarterback John Jefferson, Green Bay Packers, Wide receiver       | Aloha Stadium, Honolulu, Havaj                         | 49,883       | AFC: Walt Michaels, New York Jets NFC: Tom Landry, Dallas Cowboys                      |
| 1983   | 29. ledna 1984 | NFC 45:3 AFC                 | 9-5             | Joe Theismann, Washington Redskins, Quarterback                                                   | Aloha Stadium, Honolulu, Havaj                         | 50,445       | AFC: Chuck Knox, Seattle Seahawks NFC: Bill Walsh, San Francisco 49ers                 |
| 1984   | 27. ledna 1985 | AFC 22:14 NFC                | 9-6             | Mark Gastineau, New York Jets, Defensive end                                                      | Aloha Stadium, Honolulu, Havaj                         | 50,385       | AFC: Chuck Noll, Pittsburgh Steelers NFC: Mike Ditka, Chicago Bears                    |
| 1985   | 2. února 1986  | NFC 28:24 AFC                | 10-6            | Phil Simms, New York Giants, Quarterback                                                          | Aloha Stadium, Honolulu, Havaj                         | 50,101       | AFC: Don Shula, Miami Dolphins NFC: John Robinson, Los Angeles Rams                    |
| 1986   | 1. února 1987  | AFC 10:6 NFC                 | 10-7            | Reggie White, Philadelphia Eagles, Defensive end                                                  | Aloha Stadium, Honolulu, Havaj                         | 50,101       | AFC: Marty Schottenheimer, Cleveland Browns NFC: Joe Gibbs, Washington Redskins        |
| 1987   | 7. února 1988  | AFC 15:6 NFC                 | 10-8            | Bruce Smith, Buffalo Bills, Defensive end                                                         | Aloha Stadium, Honolulu, Havaj                         | 50,113       | AFC: Marty Schottenheimer, Cleveland Browns NFC: Jerry Burns, Minnesota Vikings        |
| 1988   | 29. ledna 1989 | NFC 34:3 AFC                 | 11-8            | Randall Cunningham, Philadelphia Eagles, Quarterback                                              | Aloha Stadium, Honolulu, Havaj                         | 50,113       | AFC: Marv Levy, Buffalo Bills NFC: Mike Ditka, Chicago Bears                           |
| 1989   | 4. února 1990  | NFC 27:21 AFC                | 12-8            | Jerry Gray, Los Angeles Rams, Cornerback                                                          | Aloha Stadium, Honolulu, Havaj                         | 50,445       | AFC: Bud Carson, Cleveland Browns NFC: John Robinson, Los Angeles Rams                 |
| 1990   | 3. února 1991  | AFC 23:21 NFC                | 12-9            | Jim Kelly, Buffalo Bills, Quarterback                                                             | Aloha Stadium, Honolulu, Havaj                         | 50,345       | AFC: Art Shell, Los Angeles Raiders NFC: George Seifert, San Francisco 49ers           |
| 1991   | 2. února 1992  | NFC 21:15 AFC                | 13-9            | Michael Irvin, Dallas Cowboys, Wide receiver                                                      | Aloha Stadium, Honolulu, Havaj                         | 50,209       | AFC: Dan Reeves, Denver Broncos NFC: Wayne Fontes, Detroit Lions                       |
| 1992   | 7. února 1993  | AFC 23:20 NFC po prodloužení | 13-10           | Steve Tasker, Buffalo Bills, Gunner                                                               | Aloha Stadium, Honolulu, Havaj                         | 50,007       | AFC: Don Shula, Miami Dolphins NFC: George Seifert, San Francisco 49ers                |
| 1993   | 6. února 1994  | NFC 17:3 AFC                 | 14-10           | Andre Rison, Atlanta Falcons, Wide receiver                                                       | Aloha Stadium, Honolulu, Havaj                         | 50,026       | AFC: Marty Schottenheimer, Kansas City Chiefs NFC: George Seifert, San Francisco 49ers |
| 1994   | 5. února 1995  | AFC 41:13 NFC                | 14-11           | Marshall Faulk, Indianapolis Colts, Running back                                                  | Aloha Stadium, Honolulu, Havaj                         | 49,121       | AFC: Bill Cowher, Pittsburgh Steelers NFC: Barry Switzer, Dallas Cowboys               |
| 1995   | 4. února 1996  | NFC 20:13 AFC                | 15-11           | Jerry Rice, San Francisco 49ers, Wide receiver                                                    | Aloha Stadium, Honolulu, Havaj                         | 50,034       | AFC: Ted Marchibroda, Indianapolis Colts NFC: Mike Holmgren, Green Bay Packers         |
| 1996   | 2. února 1997  | AFC 26:23 NFC po prodloužení | 15-12           | Mark Brunell, Jacksonville Jaguars, Quarterback                                                   | Aloha Stadium, Honolulu, Havaj                         | 50,031       | AFC: Tom Coughlin, Jacksonville Jaguars NFC: Dom Capers, Carolina Panthers             |
| 1997   | 1. února 1998  | AFC 29:24 NFC                | 15-13           | Warren Moon, Seattle Seahawks, Quarterback                                                        | Aloha Stadium, Honolulu, Havaj                         | 49,995       | AFC: Bill Cowher, Pittsburgh Steelers NFC: Steve Mariucci, San Francisco 49ers         |
| 1998   | 7. února 1999  | AFC 23:10 NFC                | 15-14           | Keyshawn Johnson, New York Jets, Wide receiver Ty Law, New England Patriots, Cornerback           | Aloha Stadium, Honolulu, Havaj                         | 50,075       | AFC: Bill Belichick, New York Jets NFC: Dennis Green, Minnesota Vikings                |
| 1999   | 6. února 2000  | NFC 51:31 AFC                | 16-14           | Randy Moss, Minnesota Vikings, Wide receiver                                                      | Aloha Stadium, Honolulu, Havaj                         | 50,112       | AFC: Tom Coughlin, Jacksonville Jaguars NFC: Tony Dungy, Tampa Bay Buccaneers          |
| 2000   | 4. února 2001  | AFC 38:17 NFC                | 16-15           | Rich Gannon, Oakland Raiders, Quarterback                                                         | Aloha Stadium, Honolulu, Havaj                         | 50,128       | AFC: Jon Gruden, Oakland Raiders NFC: Dennis Green, Minnesota Vikings                  |
| 2001   | 9. února 2002  | AFC 38:30 NFC                | 16-16           | Rich Gannon, Oakland Raiders, Quarterback                                                         | Aloha Stadium, Honolulu, Havaj                         | 50,301       | AFC: Bill Cowher, Pittsburgh Steelers NFC: Andy Reid, Philadelphia Eagles              |
| 2002   | 2. února 2003  | AFC 45:20 NFC                | AFC 17-16       | Ricky Williams, Miami Dolphins, Running back                                                      | Aloha Stadium, Honolulu, Havaj                         | 50,125       | AFC: Jeff Fisher, Tennessee Titans NFC: Andy Reid, Philadelphia Eagles                 |
| 2003   | 8. února 2004  | NFC 55:52 AFC                | 17-17           | Marc Bulger, St. Louis Rams, Quarterback                                                          | Aloha Stadium, Honolulu, Havaj                         | 50,127       | AFC: Tony Dungy, Indianapolis Colts NFC: Andy Reid, Philadelphia Eagles                |
| 2004   | 13. února 2005 | AFC 38:27 NFC                | AFC 18-17       | Peyton Manning, Indianapolis Colts, Quarterback                                                   | Aloha Stadium, Honolulu, Havaj                         | 50,225       | AFC: Bill Cowher, Pittsburgh Steelers NFC: Jim L. Mora, Atlanta Falcons                |
| 2005   | 12. února 2006 | NFC 23:17 AFC                | 18-18           | Derrick Brooks, Tampa Bay Buccaneers, Linebacker                                                  | Aloha Stadium, Honolulu, Havaj                         | 50,190       | AFC: Mike Shanahan, Denver Broncos NFC: John Fox, Carolina Panthers                    |
| 2006   | 10. února 2007 | AFC 31:28 NFC                | AFC 19-18       | Carson Palmer, Cincinnati Bengals, Quarterback                                                    | Aloha Stadium, Honolulu, Havaj                         | 50,410       | AFC: Bill Belichick, New England Patriots NFC: Sean Payton, New Orleans Saints         |
| 2007   | 10. února 2008 | NFC 42:30 AFC                | 19-19           | Adrian Peterson, Minnesota Vikings, Running Back                                                  | Aloha Stadium, Honolulu, Havaj                         | 50,044       | AFC: Norv Turner, San Diego Chargers NFC: Mike McCarthy, Green Bay Packers             |
| 2008   | 8. února 2009  | NFC 30:21 AFC                | NFC 20-19       | Larry Fitzgerald, Arizona Cardinals, Wide receiver                                                | Aloha Stadium, Honolulu, Havaj                         | 49,958       | AFC: John Harbaugh, Baltimore Ravens NFC: Andy Reid, Philadelphia Eagles               |
| 2009   | 31. ledna 2010 | AFC 41:34 NFC                | 20-20           | Matt Schaub, Houston Texans, Quarterback                                                          | Sun Life Stadium, Miami Gardens, Florida               | 70,697       | AFC: Norv Turner, San Diego Chargers NFC: Wade Phillips, Dallas Cowboys                |
| 2010   | 30. ledna 2011 | NFC 55:41 AFC                | NFC 21-20       | DeAngelo Hall, Washington Redskins, Cornerback                                                    | Aloha Stadium, Honolulu, Havaj                         | 49,338       | AFC: Bill Belichick, New England Patriots NFC: Mike Smith, Atlanta Falcons             |
| 2011   | 29. ledna 2012 | AFC 59:41 NFC                | 21-21           | Brandon Marshall, Miami Dolphins, Wide receiver                                                   | Aloha Stadium, Honolulu, Havaj                         | 48,423       | AFC: Gary Kubiak, Houston Texans NFC: Mike McCarthy, Green Bay Packers                 |
| 2012   | 27. ledna 2013 | NFC 62:35 AFC                | NFC 22-21       | Kyle Rudolph, Minnesota Vikings, Tight end                                                        | Aloha Stadium, Honolulu, Havaj                         | 47,134       | AFC: John Fox, Denver Broncos NFC: Mike McCarthy, Green Bay Packers                    |

### Nekonferenční Pro Bowly (2014 – 2016)
| Ročník | Datum          | Skóre                          | Nejužitečnější hráč                                                                          | Stadion                                          | Počet diváků | Hlavní trenéři                                                                |
| ------ | -------------- | ------------------------------ | -------------------------------------------------------------------------------------------- | ------------------------------------------------ | ------------ | ----------------------------------------------------------------------------- |
| 2013   | 26. ledna 2014 | Team Rice 22 : Team Sanders 21 | Útok: Nick Foles, Eagles, Quarterback Obrana: Derrick Johnson, Chiefs, Linebacker            | Aloha Stadium, Honolulu, Hawaii                  | 47 270       | Rice: Ron Rivera, Carolina Panthers Sanders: Chuck Pagano, Indianapolis Colts |
| 2014   | 25. ledna 2015 | Team Irvin 32 : Team Carter 28 | Útok: Matthew Stafford, Lions, Quarterback Obrana: J. J. Watt, Texans, Defensive end         | University of Phoenix Stadium, Glendale, Arizona | 63 225       | Irvin: Jason Garrett, Dallas Cowboys Carter: John Harbaugh, Baltimore Ravens  |
| 2015   | 31. ledna 2016 | Team Irvin 49 : Team Rice 27   | Útok: Russell Wilson, Seahawks, Quarterback Obrana: Michael Bennett, Seahawks, Defensive end | Aloha Stadium, Honolulu, Hawaii                  | 50 000       | Irvin: Winston Moss, Green Bay Packers Rice: Andy Reid, Kansas City Chiefs    |

### AFC–NFC Pro Bowly (2017 – současnost)
| Ročník | Datum          | Skóre         | Celková bilance | Nejužitečnější hráč                                                             | Stadion                                 | Počet diváků | Hlavní trenéři                                                             |
| ------ | -------------- | ------------- | --------------- | ------------------------------------------------------------------------------- | --------------------------------------- | ------------ | -------------------------------------------------------------------------- |
| 2016   | 29. ledna 2017 | AFC 20:13 NFC | 22-22           | Útok: Travis Kelce, Kansas City Chiefs Obrana: Lorenzo Alexander, Buffalo Bills | Camping World Stadium, Orlando, Florida | 60 834       | AFC: Andy Reid, Kansas City Chiefs NFC: Jason Garrett, Dallas Cowboys      |
| 2017   | 28. ledna 2018 | AFC 24:23 NFC | AFC 23-22       | Útok: Delanie Walker, Tennessee Titans Obrana: Von Miller, Denver Broncos       | Camping World Stadium, Orlando, Florida | 51 019       | AFC: Mike Tomlin, Pittsburgh Steelers NFC: Sean Payton, New Orleans Saints |
| 2018   | 27. ledna 2019 | AFC 26:7 NFC  | AFC 24-22       | Útok: Patrick Mahomes, Kansas City Chiefs Obrana: Jamal Adams, New York Jets    | Camping World Stadium, Orlando, Florida | 57 875       | AFC: Anthony Lynn, Los Angeles Chargers NFC: Jason Garrett, Dallas Cowboys |

## Rekordy
- Jeff Blake drží rekord v nejdelší zkompletované přihrávce: 93 yardů
- Merlin Olsen a Bruce Matthews se zúčastnili 14 Pro Bowlů za sebou
- Hráči Baltimore/Indianapolis Colts získali sedmkrát MVP, nejvíc ze všech
- Quarterbaci získali 16x MVP, druzí Wide receiveři 8x
- Pouze dvakrát došlo na prodloužení, obě utkání získala AFC
- Sean Taylor byl v sezóně 2007/8 jako první Pro Bowler v historii zvolen posmrtně
- John Madden a Tom Landry odtrénovali nejvíce zápasů, 5
- Trenéři Pittsburghu Bill Cowher a Chuck Noll mají nejvíc vítězství, Cowher 4 a Noll 3
- Nejvíc vybraných hráčů z jednoho týmu měli Dallas Cowboys v sezóně 2007/8, 13
- Nejvíc bodů v jednom utkání získala AFC v roce 2012 (59). Nejvíc bodů zaznamenaných poraženým týmem zaznamenala AFC v roce 2004 (52)
- Marshall Faulk a Adrian Peterson jsou jedinými nováčky v historii NFL, kteří získali jak ocenění Ofenzivní nováček roku, tak Nejužitečnější hráč Pro Bowlu v jedné sezóně
- Defenzivní lineman Joe Klecko je jediným hráčem, který startoval v Pro Bowlu na třech různých pozicích (Defensive end, Defensive tackle a Nose Tackle)
- DeSean Jackson je jediným hráčem, který byl nominován do jednoho Pro Bowlu na dvou různých pozicích (wide receiver a kick returner)